# Vanessa Hudgens
Vanessa Anne Hudgens (Salinas, Kalifornija, SAD 14. prosinca 1988.) je američka glumica i pjevačica, koja se proslavila ulogom Gabrielle u filmskom serijalu High School Musical.

## Životopis
Vanessa se s obitelji iz Oregona preselila su u Los Angeles nakon što je dobila ulogu u televizijskoj reklami. Vanessini djed i baka su bili glazbenici. 
S osam godina Vanessa je pjevala u glazbenom kazalištu, a pojavila se u lokalnim produkcijama Carousel, Čarobnjak iz Oza, Kralj i ja, Glazbenik, i Pepeljuga, među ostalima.  Vanessa nije mogla završiti srednju u njezinoj školi u Orange County High School of Arts, pa je pohađala privatnu školu. Poslije škole odlazi u Englesku, studirati dramu i glazbu na Kingsbrook Business i Enterprise College. Imala je manju ulogu u  Thirteen Noel kao i u Thunderbirds. Nastupala je i u TV serijama kao što su Petorke, Brothers García, Drake i Hotel, Zack i Cody.
Početkom 2006, Hudgens je igrala lik Gabrielle Montez u Disney Channel Movie High School Musical. Otpjevala je pet pjesama za popratni nosač zvuka. Navodi Celine Dion i Aliciu Keys kao glavne uzore.  U rujnu 2006, izdala je svoj prvi album pod nazivom V, s kojih su skinuti singlovi "Come Back to Me" i "Say OK".2007. Nakon toga počinje snimati film i nastavak filma „”High School Musical”, „High School Musical 2”. 

## Diskografija
- 2006: V
- 2008: Identified

## Filmografija
| Godina | Film                                            | Uloga            | Bilješka     |
| ------ | ----------------------------------------------- | ---------------- | ------------ |
| 2003.  | Trinaest                                        | Noel             |              |
| 2004.  | Thunderbirds                                    | Tintin           | glavna uloga |
| 2006.  | High School Musical                             | Gabriella Montez | Disney film  |
| 2007.  | High School Musical 2                           | Gabriella Montez | Disney film  |
| 2008.  | High School Musical 3: Maturanti                | Gabriella Montez | glavna uloga |
| 2009.  | Rokerice                                        | Sa5m             |              |
| 2011.  | Zvijer                                          | Lindy Taylor     |              |
| 2011.  | Sucker Punch                                    | Blondie          |              |
| 2012.  | Putovanje u središte zemlje 2: Tajanstveni otok | Kailani          |              |
| 2013.  | The Frozen Ground                               | Cindy Paulson    |              |